# Aethiopulopa globula
Aethiopulopa globula är en insektsart som beskrevs av Van Stalle 1983. Aethiopulopa globula ingår i släktet Aethiopulopa och familjen dvärgstritar. Inga underarter finns listade i Catalogue of Life.